# Iceni
Iceni ili Eceni su bili britsko pleme koje je u 1. st. pr. Kr. i 1. st. živjelo na području koje otprilike odgovara današnjoj engleskoj grofoviji Norfolk. Graničilo je s plemenom Korieltauva na zapadu, te Katuvelauna i Trinovanta na jugu.
Dio povjesničara vjeruje da su Cenimagni, koji su se dobrovoljno predali Cezaru za vrijeme njegovog pohoda na Britaniju 54. u stvari Iceni. Prvi pouzdani trag o Icenima su kovanice koje datiraju iz godine 10. pr. Kr.[nedostaje izvor] i na kojima navode svoje ime kao ECENI. Za vrijeme rimske invazije 43. su mirno prihvatili rimsku vlast, ali su se godine 47. pobunili protiv Rimljana zbog namjere guvernera Skapule da ih razoruža. U njemu su poraženi, ali su na kraju ipak sačuvali odeđenu samostalnost. Godine 61. je pod Budikom izbio veći i daleko uspješniji ustanak koji umalo nije doveo do kolapsa rimske vlasti u Britaniji. Ustanici su, međutim, poraženi i podvrgnuti okrutnim mučenjima. Nešto kasnije Klaudije Ptolemej navodi Icene kao jedan civitas rimske Britanije. Otada nestaju iz povijesnih izvora, ali je dio britanskih povjesničara kasnije navodio da su migrirali na zapad pred saksonskim osvajačima.